# Mezistátní utkání české a andorrské fotbalové reprezentace
Mezistátní utkání české a androrrské fotbalové reprezentace byla po vzniku samostatné České republiky tři, všechna v roce 2005. Dvě z nich sehrál A-tým, třetí pak reprezentace hráčů do 17 let.

## Stručná informace o zápasech

### A-tým
První zápas se hrál v březnu 2005 na stadionu Estadi Comunal d'Andorra la Vella v Andoře, byl sehrán v rámci kvalifikace na Mistrovství světa ve fotbale roku 2006. Řídil jej rakouský rozhodčí Messner, přítomno bylo 900 diváků. Český tým s trenérem Karlem Brücknerem vedený Karlem Poborským zvítězil 4:0, branky vstřelili Marek Jankulovski, Milan Baroš, Vratislav Lokvenc a Tomáš Rosický.
Odveta byla sehrána o tři měsíce později v Liberci na stadionu U Nisy. Přítomno bylo 9520 diváků. Kapitánskou pásku českého výběru měl Tomáš Galásek. Nad Andorrou zvítězila ČR 8:1, z toho dva góly padly z pokutových kopů. Střelci českého týmu: 2x Vratislav Lokvenc, po jednom Jan Koller, Vladimír Šmicer, Tomáš Galásek, Milan Baroš, Tomáš Rosický a Jan Polák.

### Utkání do 17 let
V září roku 2005 se s andorrskými mladíky utkala i česká fotbalová reprezentace do 17 let. Jednalo se o kvalifikaci na Mistrovství Evropy 2006 této kategorie, která byla sehrána turnajovým způsobem mezi Českou republikou, Andorrou, Švédskem a Islandem. Český výběr zvítězil nad Andorrou 5:0.

## Tabulková část A-týmu
| Datum utkání | Česko | Výsledek | Andorra | Zápas               | Místo            | Branky České republiky                                                                                  |
| ------------ | ----- | -------- | ------- | ------------------- | ---------------- | --- |
| 4. 6. 2005   | Česko | 8 : 1    | Andorra | kvalifikace MS 2006 | Liberec          | 2x Vratislav Lokvenc, Jan Koller, Vladimír Šmicer, Tomáš Galásek, Milan Baroš, Tomáš Rosický, Jan Polák |
| 30. 3. 2005  | Česko | 4 : 0    | Andorra | kvalifikace MS 2006 | Andorra la Vella | Marek Jankulovski, Milan Baroš, Vratislav Lokvenc, Tomáš Rosický                                        |